# Lohrville (Iowa)
Lohrville is een plaats (city) in de Amerikaanse staat Iowa, en valt bestuurlijk gezien onder Calhoun County.

## Demografie
Bij de volkstelling in 2000 werd het aantal inwoners vastgesteld op 431. In 2006 is het aantal inwoners door het United States Census Bureau geschat op 372, een daling van 59 (-13,7%).

## Geografie
Volgens het United States Census Bureau beslaat de plaats een oppervlakte van 10,2 km², geheel bestaande uit land. Lohrville ligt op ongeveer 351 m boven zeeniveau.

## Plaatsen in de nabije omgeving
De onderstaande figuur toont nabijgelegen plaatsen in een straal van 16 km rond Lohrville.